# 184 av. J.-C.
Cette page concerne l'année 184 av. J.-C. du calendrier julien proleptique.

## Événements
- 17 décembre 185 av. J.-C. (15 mars 570 du calendrier romain)  : début à Rome du consulat de Publius Claudius Pulcher et Lucius Porcius Licinus[1].
  - Caton devient censeur conjointement avec Lucius Valerius Flaccus. Très attaché aux traditions, il tente sans succès de lutter contre l’invasion du luxe et des mœurs nouvelles venues d’Orient[2].
- Février : en Chine, le jeune empereur Liu Gong est tué par l'impératrice douairière Lü Zhi, qui place Liu Hong sur le trône (fin en 180 av. J.-C.)[3].
- Printemps (date probable) : les sénateurs envoient une nouvelle commission dirigée par Appius Claudius en Grèce pour observer si Philippe V de Macédoine a évacué les places frontières controversées et les villes de Ainos et Maronée en Thrace. Philippe se retire à contrecœur, mais fait massacrer ses opposants à Maronée par une sédition orchestrée par son agent Cassandre ; Claudius demande que Cassandre aille à Rome pour se justifier, mais il est mystérieusement empoisonné en chemin. Philippe envoie son fils Démétrios pour gagner le Sénat et s’empresse d’avancer en Thrace[2].
- Printemps-été : Lycortas convoque l’assemblée générale de la Ligue achéenne à Cleitor en Arcadie ; deux exilés lacédémoniens, Areus et Alcibiades, accusés d’avoir médit de la ligue devant le Sénat romain, sont condamnés à mort. Appius Claudius arrive alors à Cleitor et casse le jugement. Il condamne le comportement de Philopoemen à Sparte en 188 av. J.-C. et demande que la ville soit rétablie dans ses privilèges[2].

- Début du règne de Pharnace Ier, roi du Pont (fin en 157 av. J.-C.)[4].
- Établissement de colonies romaines à Pisaurum et à Potentia[1].
- Le poète Messapien Ennius (mort en 169 av. J.-C.) reçoit la citoyenneté romaine[5].
- Construction à Rome de la basilique Porcia[6], ou de Caton, dérivée des portiques royaux de Pergame et de Syrie.

## Décès
- Plaute, poète comique latin (né v. 254 av. J.-C. à Sarsina, en Ombrie).